# Sagron Mis
Sagron Mis là một đô thị ở tỉnh Trento ở vùng Trentino-Alto Adige/Südtirol của Ý, tọa lạc cách 70 km về phía đông của Trento. Tại thời điểm ngày 31 tháng 12 năm 2004, đô thị này có dân số 211 người và diện tích là 11,2 km².
Đô thị Sagron Mis có các frazioni (đơn vị trực thuộc, chủ yếu là các làng) Matiuz, Pante and Vori.
Sagron Mis giáp các đô thị: Gosaldo, Cesiomaggiore, Tonadico và Transacqua.